# Pavillon, 24 avenue Eglé (Maisons-Laffitte)
Le pavillon du 24 avenue Eglé, est une maison, protégée des monuments historiques, située à Maisons-Laffitte, dans le département français des Yvelines.

## Localisation
Le pavillon est situé au 24 de l'avenue Eglé, à Maisons-Laffitte.

## Historique
Le pavillon est inscrit au titre des monuments historiques en 1933.